# Daniela Krhutová
Daniela Krhutová (9. dubna 1973 Ostrava – 16. října 2020) byla česká herečka a zpěvačka.
Studovala ostravskou Janáčkovu konzervatoř, obor hudebně-dramatický. Během studia hostovala v několika ostravských divadlech (Petra Bezruče, Jiřího Myrona a v Divadle loutek Ostrava). Rok strávila v Karlových Varech, v divadle Vítězslava Nezvala. Absolutorium dokončila na pražské konzervatoři. I v Praze pak hostovala v několika divadlech (v Semaforu, v Žižkovském, v Dlouhé). Zviditelnila se však především svými rolemi v televizi a ve filmu. Proslavila se titulní rolí v pohádce Marie Růžička a vedlejší rolí v pohádce Jak si zasloužit princeznu. Působila také v seriálech Hraběnky a Ordinace v růžové zahradě.